# Semanopterus subcostatus
Semanopterus subcostatus är en skalbaggsart som beskrevs av François Louis Nompar de Caumont de Laporte 1840. Semanopterus subcostatus ingår i släktet Semanopterus och familjen Dynastidae. Inga underarter finns listade i Catalogue of Life.